# Andrés Carevic
Andrés José Carevic Ghelfi (Carreras, Santa Fe, 13 de diciembre de 1978) es un exfutbolista y entrenador argentino naturalizado mexicano que jugó como mediocentro defensivo. Actualmente dirige al C. S. Cartaginés.

## Trayectoria

### Como futbolista
Defensa surgido de las inferiores del "Carreras Atletic Club". Luego pasó por Boca Juniors. En el verano de 1999, fue llevado a la pretemporada por Carlos Bianchi, donde estuvo junto a junto a Catriel Orcellet, Guillermo Valdez, Javier Mendoza, Rodolfo Arruabarrena, Fernando Pasquinelli, Guillermo Báez, Cristian Pérez, Matías Arce, Juan Manuel Aróstegui, Carlos Quiñonez, Julio Marchant, Esteban Herrera y Fabricio Coloccini, entre otros. A mitad de ese año, fue cedido al AZ Alkmaar de Holanda, donde casi no jugó.
Le tocó debutar en el 2000 cuando viajó a México y firmó con Club Deportivo Marte, donde fue compañero de Antonio Mohamed y estuvo ahí hasta el 2001 jugó 37 partidos y marcó 8 goles. En 2002 pasó al Cruz Azul Oaxaca jugó 12 partido y marcó un gol. luego, en el 2002 paso al CF Acapulco, donde estuvo hasta 2003 jugó 39 partidos y metió 6 goles. 
En 2003 llegó al Club de Fútbol Atlante donde jugó 12 partidos y mediante el draft, en 2004 paso al Venados del Mérida FC (2003-2004) donde alcanzó a jugar 39 partidos e hizo 6 goles. donde conoció a Nicolás Saucedo. Antes de partir, actuó con el combinado de extranjeros de segunda división en el juego de las estrellas. En ese partido jugó con José Pablo Burtovoy, Norberto Orrego, Diego Cocca, Cartes, Mauro Néstor Gerk, José Luis López Monroy y Claudio Sarría.
En 2005 volvió a Argentina para jugar en General Paz Juniors jugando 15 partidos y metiendo un gol. En 2006 se fue a Bolivia para jugar en el Blooming siendo suplente de Sebastián Brusco y siendo compañero, además, de Lisandro Sacripanti y jugó 12 partidos. En el mismo año pasó al The Strongest y jugó 10 partidos. 
En 2007 se fue a la Comisión de Actividades Infantiles en Argentina y jugó 17 partidos. Después de 4 años de inactividad, regresó brevemente al Atlante en 2011 para retirarse definitivamente como futbolista profesional en 2013, jugando con el Venados FC de la liga de ascenso mexicana.

### Como entrenador
Carevic fue el entrenador de fuerzas básicas de Atlante, mostrando una nueva faceta dentro de su exitosa carrera. En 2014, después del descenso del primer equipo de Atlante, dicho plantel se disolvió, por tanto Carevic quedaba sin equipo. 
Posteriormente, recibirá la oportunidad de dirigir el juvenil de Pachuca. con ellos logró una gran temporada, terminando líderes de la tabla general, además de un subcampeonato, relevando a Silvio Rudman, que también lo releva en la dirección técnica de los tuzos. De ahí pasaría a ser asistente en Puebla.
En el mes de noviembre de 2017 fue designado director técnico del C. D. Mineros de Zacatecas, que juega en la Liga de Ascenso MX. 

El 6 de mayo de 2019, fue contratado como el nuevo entrenador de la Liga Deportiva Alajuelense de la Primera División de Costa Rica, dirigiendo por primera vez a un equipo de la máxima categoría de un país, en 2020 consiguió su primer título de Primera División, además fue reconocido como mejor entrenador del Apertura 2020.El 8 de marzo de 2024, fue despedido de su cargo luego de caer ante el New England Revolution por 4-0.
El 13 de marzo de 2024, fue confirmado como entrenador del Club Puebla.En mayo del mismo año, fue relevado de sus funciones luego de una floja performance en el Clausura 2024.
El 24 de julio de 2024, asumió al frente del Deportivo Cuenca.Dos meses más tarde, dejó su cargo en el club ecuatoriano después de una serie de malos resultados.
En diciembre de 2024, fue contratado por el C. S. Cartaginés.

## Clubes

### Como futbolista
| Club          | País         | Año       |
| ------------- | ------------ | --------- |
| Boca Juniors  | Argentina    | 1998-1999 |
| AZ Alkmaar    | Países Bajos | 1999-2000 |
| Cruz Azul     | México       | 2000-2002 |
| CF Pachuca    | México       | 2002-2003 |
| Atlante       | México       | 2003      |
| Libertad      | Paraguay     | 2004-2005 |
| Blooming      | Bolivia      | 2006      |
| The Strongest | Bolivia      | 2006      |
| Independiente | Argentina    | 2007      |
| Atlante       | México       | 2007-2013 |

### Como entrenador
| Club                 | País       | Año           |
| -------------------- | ---------- | ------------- |
| CF Atlante           | México     | 2013 - 2014   |
| CF Pachuca U-20      | México     | 2015 - 2016   |
| Mineros de Zacatecas | México     | 2018 - 2019   |
| L. D. Alajuelense    | Costa Rica | 2019 - 2021   |
| Venados FC           | México     | 2022          |
| L. D. Alajuelense    | Costa Rica | 2022 - 2024   |
| Club Puebla          | México     | 2024          |
| Deportivo Cuenca     | Ecuador    | 2024          |
| C. S. Cartaginés     | Costa Rica | 2025-presente |

## Estadísticas

### Entrenador
| Equipo                         | Div.                 | Temporada            | Estadísticas | Estadísticas | Estadísticas | Estadísticas | Estadísticas | Estadísticas | Estadísticas | Estadísticas | % Efect. |
| Equipo                         | Div.                 | Temporada            | PD           | G            | E            | P            | GF           | GC           | DG           | Puntos       | % Efect. |
| ------------------------------ | -------------------- | -------------------- | ------------ | ------------ | ------------ | ------------ | ------------ | ------------ | ------------ | ------------ | -------- |
| Potros de Hierro · México      |                      |                      |              |              |              |              |              |              |              |              |          |
| Sub-17                         | Apertura 2013        | 9                    | 5            | 1            | 3            | 15           | 11           | +4           | 16           | 59.26%       |          |
| Sub-20                         | Apertura 2013        | 17                   | 4            | 9            | 4            | 19           | 21           | -2           | 21           | 41.18%       |          |
| Sub-17                         | Clausura 2014        | 1                    | 0            | 1            | 0            | 1            | 1            | 0            | 1            | 33.33%       |          |
| Sub-20                         | Clausura 2014        | 2                    | 1            | 0            | 1            | 2            | 5            | -3           | 3            | 50%          |          |
| Total club                     | Total club           | 29                   | 10           | 11           | 8            | 37           | 38           | -1           | 41           | 47.13%       |          |
| Atlante · México               |                      |                      |              |              |              |              |              |              |              |              |          |
| 1.ª                            | Apertura 2013        | 1                    | 0            | 1            | 0            | 2            | 2            | 0            | 1            | 33.33%       |          |
| 1.ª                            | Copa Clausura 2014   | 2                    | 0            | 1            | 1            | 1            | 2            | -1           | 1            | 16.67%       |          |
| Total club                     | Total club           | 3                    | 0            | 2            | 1            | 3            | 4            | -1           | 2            | 22.22%       |          |
| Alto Rendimiento Tuzo · México |                      |                      |              |              |              |              |              |              |              |              |          |
| 3.ª                            | Apertura 2014        | 19                   | 11           | 7            | 1            | 39           | 15           | +24          | 40           | 70.18%       |          |
| Total club                     | Total club           | 19                   | 11           | 7            | 1            | 39           | 15           | +24          | 40           | 70.18%       |          |
| Pachuca · México               |                      |                      |              |              |              |              |              |              |              |              |          |
| Sub-20                         | Clausura 2015        | 21                   | 9            | 6            | 6            | 36           | 32           | +4           | 33           | 52.38%       |          |
| Sub-20                         | Apertura 2015        | 17                   | 4            | 8            | 5            | 31           | 34           | -3           | 20           | 39.22%       |          |
| Sub-20                         | Clausura 2016        | 19                   | 11           | 4            | 4            | 35           | 20           | +15          | 37           | 64.91%       |          |
| Total club                     | Total club           | 57                   | 24           | 18           | 15           | 102          | 86           | +16          | 90           | 52.63%       |          |
| Mineros de Zacatecas · México  |                      |                      |              |              |              |              |              |              |              |              |          |
| 2.ª                            | Clausura 2018        | 17                   | 9            | 4            | 4            | 29           | 22           | +7           | 31           | 60.78%       |          |
| 2.ª                            | Copa Clausura 2018   | 4                    | 0            | 2            | 2            | 5            | 7            | -2           | 2            | 16.67%       |          |
| 2.ª                            | Apertura 2018        | 16                   | 10           | 3            | 3            | 27           | 16           | +11          | 33           | 68.75%       |          |
| 2.ª                            | Copa Apertura 2018   | 4                    | 1            | 0            | 3            | 7            | 9            | -2           | 3            | 25%          |          |
| 2.ª                            | Clausura 2019        | 18                   | 7            | 7            | 4            | 19           | 15           | +4           | 28           | 51.85%       |          |
| 2.ª                            | Copa Clausura 2019   | 5                    | 2            | 1            | 2            | 4            | 4            | 0            | 7            | 46.67%       |          |
| Total club                     | Total club           | 64                   | 29           | 17           | 18           | 91           | 73           | +18          | 104          | 54.17%       |          |
| Alajuelense · Costa Rica       |                      |                      |              |              |              |              |              |              |              |              |          |
| 1.ª                            | Apertura 2019        | 28                   | 18           | 6            | 4            | 54           | 25           | +29          | 60           | 71.43%       |          |
| 1.ª                            | Clausura 2020        | 26                   | 12           | 8            | 6            | 44           | 29           | +15          | 44           | 56.41%       |          |
| 1.ª                            | Apertura 2020        | 20                   | 15           | 2            | 3            | 42           | 21           | +21          | 47           | 78.33%       |          |
| 1.ª                            | Liga Concacaf 2020   | 3                    | 3            | 0            | 0            | 6            | 1            | +5           | 9            | 100%         |          |
| Total club                     | Total club           | 77                   | 48           | 16           | 13           | 146          | 76           | +70          | 160          | 69.26%       |          |
| Total en sus equipos           | Total en sus equipos | Total en sus equipos | 249          | 122          | 71           | 56           | 418          | 292          | +126         | 437          | 58.50%   |

## Palmarés

### Como jugador

#### Títulos nacionales
| Título                     | Equipo        | País   | Año  |
| -------------------------- | ------------- | ------ | ---- |
| Primera División de México | C. F. Atlante | México | 2007 |

#### Títulos internacionales
| Título                           | Equipo        | Sede     | Año  |
| -------------------------------- | ------------- | -------- | ---- |
| Liga de Campeones de la Concacaf | C. F. Atlante | Concacaf | 2009 |

### Como entrenador

#### Títulos nacionales
| Título                         | Equipo            | País       | Año  |
| ------------------------------ | ----------------- | ---------- | ---- |
| Primera División de Costa Rica | L. D. Alajuelense | Costa Rica | 2020 |
| Torneo de Copa de Costa Rica   | L. D. Alajuelense | Costa Rica | 2023 |

#### Títulos internacionales
| Título                           | Equipo            | Sede     | Año  |
| -------------------------------- | ----------------- | -------- | ---- |
| Liga Concacaf                    | L. D. Alajuelense | Concacaf | 2021 |
| Copa Centroamericana de Concacaf | L. D. Alajuelense | Concacaf | 2023 |